# Campionati francesi di sci alpino 2016
I Campionati francesi di sci alpino 2016 si sono svolti a Les Menuires dal 23 al 31 marzo. Il programma ha incluso gare di discesa libera, supergigante, slalom gigante, slalom speciale, combinata e slalom parallelo, tutte sia maschili sia femminili, ma lo slalom parallelo maschile e la combinata femminile sono stati annullati.
Trattandosi di competizioni valide anche ai fini del punteggio FIS, vi hanno partecipato anche sciatori di altre federazioni, senza che questo consentisse loro di concorrere al titolo nazionale francese.

## Risultati

### Uomini

#### Discesa libera
| Pos. | Atleta                | Nazione  | Tempo   |
| ---- | --------------------- | -------- | ------- |
| 1    | Valentin Giraud Moine | Francia  | 1:07,60 |
| 2    | Niels Hintermann      | Svizzera | 1:07,76 |
| 3    | Cyprien Sarrazin      | Francia  | 1:07,80 |
| 4    | Blaise Giezendanner   | Francia  | 1:07,82 |
| 5    | David Poisson         | Francia  | 1:08,08 |
| 6    | William Delberghe     | Francia  | 1:08,10 |
| 7    | Arnaud Alessandria    | Monaco   | 1:08,15 |
| 7    | Marc Pfister          | Svizzera | 1:08,15 |
| 9    | Adrien Théaux         | Francia  | 1:08,22 |
| 10   | Davide Cazzaniga      | Italia   | 1:08,34 |

Data: 30 marzo

Località: Les Menuires

Ore: 

Pista: 

Partenza: 2 650 m s.l.m.

Arrivo: 2 100 m s.l.m.

Dislivello: 550 m

Tracciatore: Xavier Fournier-Bidoz

#### Supergigante
| Pos. | Atleta                | Nazione  | Tempo   |
| ---- | --------------------- | -------- | ------- |
| 1    | Matthieu Bailet       | Francia  | 1:30,17 |
| 2    | Adrien Théaux         | Francia  | 1:30,59 |
| 3    | Marc Oliveras         | Andorra  | 1:30,73 |
| 4    | Joan Verdú            | Andorra  | 1:30,91 |
| 5    | Blaise Giezendanner   | Francia  | 1:31,02 |
| 6    | Victor Schuller       | Francia  | 1:31,05 |
| 7    | Sven Hermann          | Svizzera | 1:31,38 |
| 8    | Valentin Giraud Moine | Francia  | 1:31,40 |
| 9    | Cyprien Sarrazin      | Francia  | 1:31,48 |
| 10   | Justin Murisier       | Svizzera | 1:31,51 |

Data: 28 marzo

Località: Les Menuires

Ore: 9.00 (UTC+1)

Pista: 

Partenza: 2 750 m s.l.m.

Arrivo: 2 155 m s.l.m.

Dislivello: 595 m

Tracciatore: Christophe Saioni

#### Slalom gigante
| Pos. | Atleta                | Nazione     | Tempo   |
| ---- | --------------------- | ----------- | ------- |
| 1    | Alexis Pinturault     | Francia     | 2:10,67 |
| 2    | Thomas Fanara         | Francia     | 2:11,65 |
| 2    | Victor Muffat Jeandet | Francia     | 2:11,65 |
| 4    | Mathieu Faivre        | Francia     | 2:12,82 |
| 5    | Victor Guillot        | Francia     | 2:14,44 |
| 6    | Robin Buffet          | Francia     | 2:14,59 |
| 7    | Joan Verdú            | Andorra     | 2:15,11 |
| 8    | Cyprien Sarrazin      | Francia     | 2:15,12 |
| 9    | Charlie Raposo        | Regno Unito | 2:15,15 |
| 10   | Thibaut Favrot        | Francia     | 2:15,45 |

Data: 26 marzo

Località: Les Menuires

1ª manche:

Ore: 8.00 (UTC+1)

Pista: 

Partenza: 2 250 m s.l.m.

Arrivo: 1 870 m s.l.m.

Dislivello: 380 m

Tracciatore: Frédéric Perrin
2ª manche:

Ore: 

Pista: 

Partenza: 2 250 m s.l.m.

Arrivo: 1 870 m s.l.m.

Dislivello: 380 m

Tracciatore: Jeff Piccard

#### Slalom speciale
| Pos. | Atleta                | Nazione  | Tempo   |
| ---- | --------------------- | -------- | ------- |
| 1    | Alexis Pinturault     | Francia  | 1:27,58 |
| 2    | Jean-Baptiste Grange  | Francia  | 1:27,66 |
| 3    | Marc Rochat           | Svizzera | 1:27,87 |
| 4    | Steve Missillier      | Francia  | 1:27,93 |
| 5    | Justin Murisier       | Svizzera | 1:28,10 |
| 6    | Julien Lizeroux       | Francia  | 1:28,21 |
| 7    | Victor Muffat Jeandet | Francia  | 1:28,31 |
| 8    | Robin Buffet          | Francia  | 1:28,32 |
| 9    | Reto Schmidiger       | Svizzera | 1:28,69 |
| 10   | Clément Noël          | Francia  | 1:30,07 |

Data: 27 marzo

Località: Les Menuires

1ª manche:

Ore: 8.00 (UTC+1)

Pista: 

Partenza: 2 045 m s.l.m.

Arrivo: 1 870 m s.l.m.

Dislivello: 175 m

Tracciatore: Fabien Munier
2ª manche:

Ore: 

Pista: 

Partenza: 2 045 m s.l.m.

Arrivo: 1 870 m s.l.m.

Dislivello: 175 m

Tracciatore: Stéphane Quittet

#### Combinata
| Pos. | Atleta             | Nazione  | Tempo   |
| ---- | ------------------ | -------- | ------- |
| 1    | Justin Murisier    | Svizzera | 2:03,57 |
| 2    | Thibaut Favrot     | Francia  | 2:04,03 |
| 3    | Marc Oliveras      | Andorra  | 2:04,04 |
| 4    | Loïc Meillard      | Svizzera | 2:04,13 |
| 5    | Gino Caviezel      | Svizzera | 2:04,38 |
| 6    | Cyprien Sarrazin   | Francia  | 2:04,52 |
| 7    | Mathieu Faivre     | Francia  | 2:04,61 |
| 8    | Amaury Genoud      | Svizzera | 2:04,72 |
| 9    | Greg Galeotti      | Francia  | 2:05,04 |
| 10   | Gian Luca Barandun | Svizzera | 2:05,06 |

Data: 28 marzo

Località: Les Menuires

1ª manche:

Ore: 

Pista: 

Partenza: 

Arrivo: 

Dislivello: 

Tracciatore: Claude Crétier
2ª manche:

Ore: 12.00 (UTC+1)

Pista: 

Partenza: 2 020 m s.l.m.

Arrivo: 1 880 m s.l.m.

Dislivello: 140 m

Tracciatore: Christophe Saioni

#### Slalom parallelo
La gara, originariamente il programma il 27 marzo, è stata annullata.

### Donne

#### Discesa libera
| Pos. | Atleta                | Nazione | Tempo   |
| ---- | --------------------- | ------- | ------- |
| 1    | Anne-Sophie Barthet   | Francia | 1:12,03 |
| 2    | Margot Bailet         | Francia | 1:12,17 |
| 3    | Romane Miradoli       | Francia | 1:12,26 |
| 4    | Coralie Frasse Sombet | Francia | 1:12,57 |
| 5    | Anouk Bessy           | Francia | 1:12,80 |
| 5    | Noémie Larrouy        | Francia | 1:12,80 |
| 7    | Madeleine Chirat      | Francia | 1:12,85 |
| 8    | Laura Gauché          | Francia | 1:12,97 |
| 9    | Estelle Alphand       | Francia | 1:13,07 |
| 10   | Tiffany Gauthier      | Francia | 1:13,10 |

Data: 24 marzo

Località: Les Menuires

Ore: 9.30 (UTC+1)

Pista: 

Partenza: 2 700 m s.l.m.

Arrivo: 2 150 m s.l.m.

Dislivello: 550 m

Tracciatore: Pierre-Yves Albrieux

#### Supergigante
| Pos. | Atleta                | Nazione | Tempo   |
| ---- | --------------------- | ------- | ------- |
| 1    | Romane Miradoli       | Francia | 1:20,90 |
| 2    | Coralie Frasse Sombet | Francia | 1:21,00 |
| 3    | Tessa Worley          | Francia | 1:21,16 |
| 4    | Anne-Sophie Barthet   | Francia | 1:21,65 |
| 5    | Tiffany Gauthier      | Francia | 1:21,78 |
| 6    | Jennifer Piot         | Francia | 1:22,09 |
| 7    | Laura Gauché          | Francia | 1:22,17 |
| 8    | Marie Massios         | Francia | 1:22,18 |
| 9    | Estelle Alphand       | Francia | 1:22,24 |
| 10   | Camille Cerutti       | Francia | 1:22,55 |

Data: 25 marzo

Località: Les Menuires

Ore: 10.30 (UTC+1)

Pista: 

Partenza: 2 700 m s.l.m.

Arrivo: 2 150 m s.l.m.

Dislivello: 550 m

Tracciatore: Nicolas Fournier

#### Slalom gigante
| Pos. | Atleta                  | Nazione | Tempo   |
| ---- | ----------------------- | ------- | ------- |
| 1    | Taïna Barioz            | Francia | 2:08,03 |
| 2    | Adeline Baud            | Francia | 2:09,33 |
| 3    | Anne-Sophie Barthet     | Francia | 2:09,98 |
| 4    | Tessa Worley            | Francia | 2:10,02 |
| 5    | Clara Direz             | Francia | 2:10,39 |
| 6    | Marie Massios           | Francia | 2:10,71 |
| 7    | Coralie Frasse Sombet   | Francia | 2:10,89 |
| 8    | Romane Miradoli         | Francia | 2:11,04 |
| 9    | Valentina Cillara Rossi | Italia  | 2:11,34 |
| 10   | Tiffany Gauthier        | Francia | 2:12,18 |

Data: 26 marzo

Località: Les Menuires

1ª manche:

Ore: 9.00 (UTC+1)

Pista: 

Partenza: 2 220 m s.l.m.

Arrivo: 1 870 m s.l.m.

Dislivello: 350 m

Tracciatore: Joël Chenal
2ª manche:

Ore: 

Pista: 

Partenza: 2 220 m s.l.m.

Arrivo: 1 870 m s.l.m.

Dislivello: 350 m

Tracciatore: Ronan Coste

#### Slalom speciale
| Pos. | Atleta           | Nazione | Tempo   |
| ---- | ---------------- | ------- | ------- |
| 1    | Adeline Baud     | Francia | 1:34,42 |
| 2    | Mireia Gutiérrez | Andorra | 1:34,69 |
| 3    | Clara Direz      | Francia | 1:34,90 |
| 4    | Taïna Barioz     | Francia | 1:36,96 |
| 5    | Tifany Roux      | Francia | 1:37,10 |
| 6    | Léa Chapuis      | Francia | 1:37,19 |
| 7    | Ninon Esposito   | Francia | 1:37,34 |
| 8    | Tessa Worley     | Francia | 1:37,37 |
| 9    | Lucie Diaz       | Francia | 1:37,69 |
| 10   | Marie Massios    | Francia | 1:38,20 |

Data: 28 marzo

Località: Les Menuires

1ª manche:

Ore: 8.00 (UTC+1)

Pista: 

Partenza: 2 040 m s.l.m.

Arrivo: 1 900 m s.l.m.

Dislivello: 140 m

Tracciatore: Romain Velez
2ª manche:

Ore: 

Pista: 

Partenza: 2 040 m s.l.m.

Arrivo: 1 900 m s.l.m.

Dislivello: 140 m

Tracciatore: Philippe Willmann

#### Combinata
La gara, originariamente in programma il 29 marzo, è stata annullata.

#### Slalom parallelo
| Pos. | Atleta          | Nazione |
| ---- | --------------- | ------- |
| 1    | Adeline Baud    | Francia |
| 2    | Morane Sandraz  | Francia |
| 3    | Doriane Gravier | Francia |
| 4    | Léa Chapuis     | Francia |
| 5    | Joséphine Forni | Francia |
| 5    | Kenza Lacheb    | Francia |
| 5    | Chloé Margue    | Francia |
| 5    | Tessa Worley    | Francia |

Data: 27 marzo

Località: Les Menuires

Ore: 12.00 (UTC+1)

Pista: 

Partenza: 1 950 m s.l.m.

Arrivo: 1 850 m s.l.m.

Dislivello: 100 m

Tracciatore: Philippe Martin